# Zlatý Anděl
Zlatý Anděl je administrativní komplex v Praze 5 z let 1994 až 2000 podle návrhu francouzského architekta Jeana Nouvela. Stojí na křižovatce nad stanicí metra B „Anděl“, ve středu pěší zóny Anděl.

## Historie

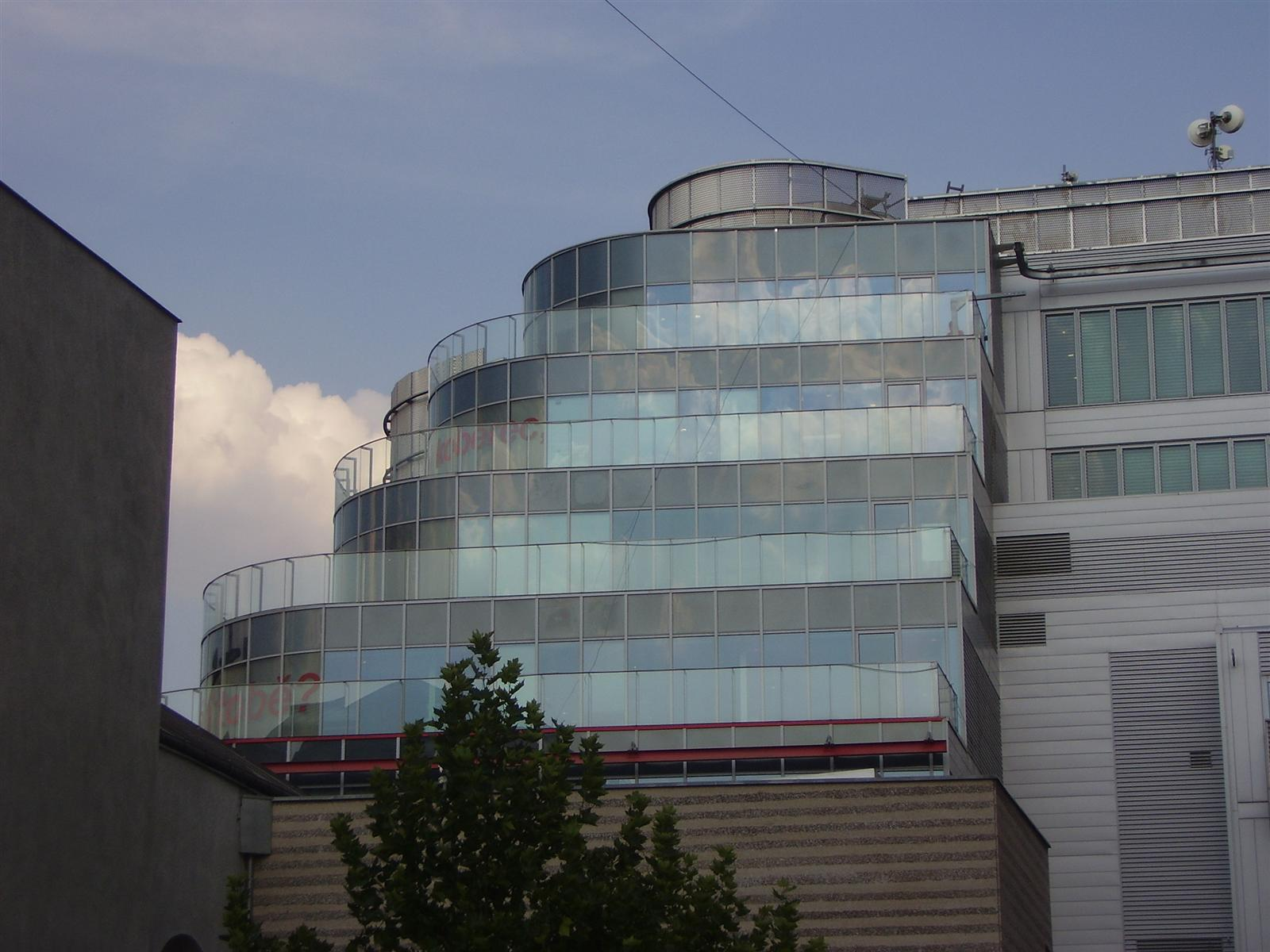
Zadní pohled na komplex Zlatý Anděl

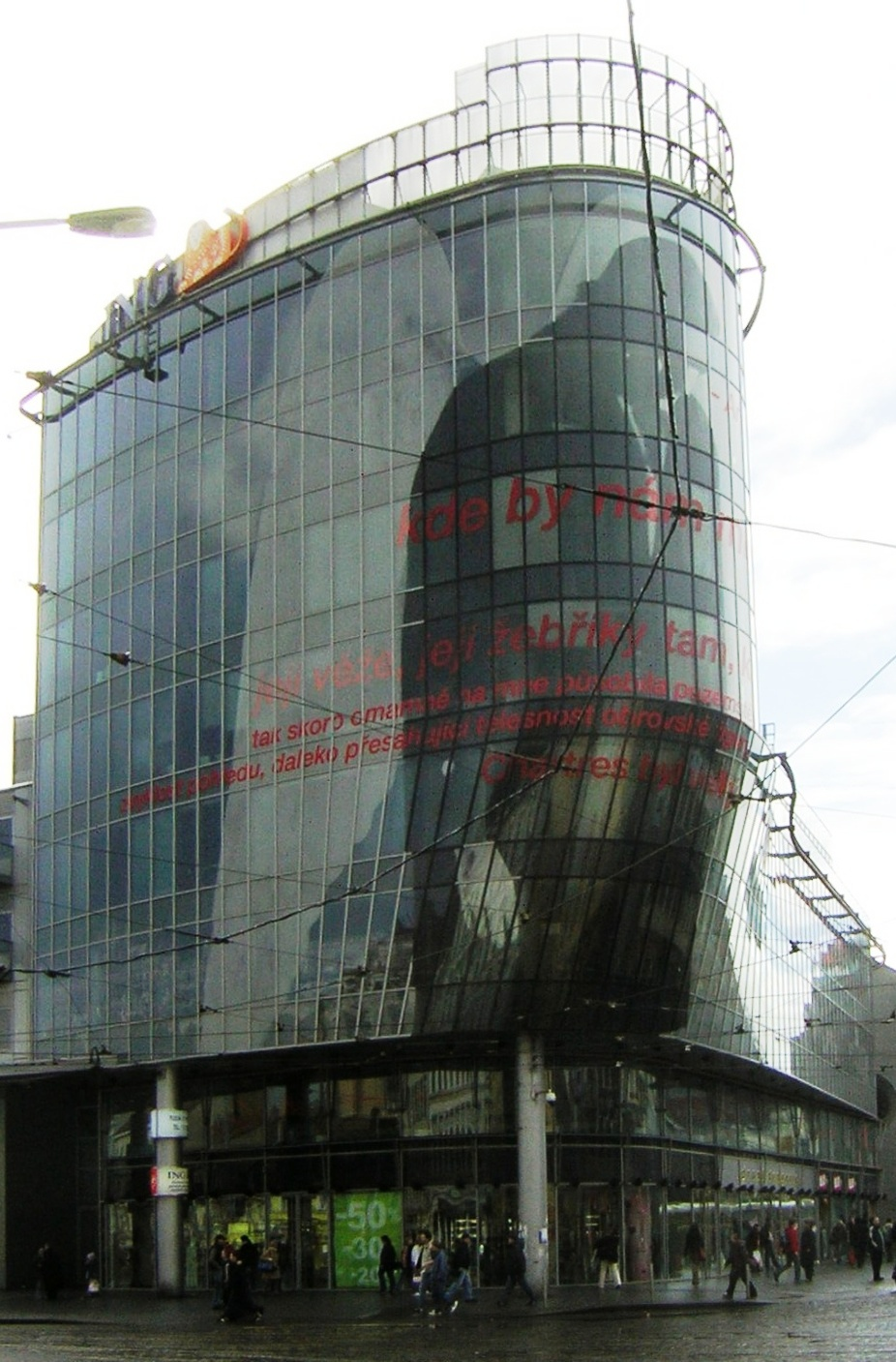
Zlatý anděl od východu

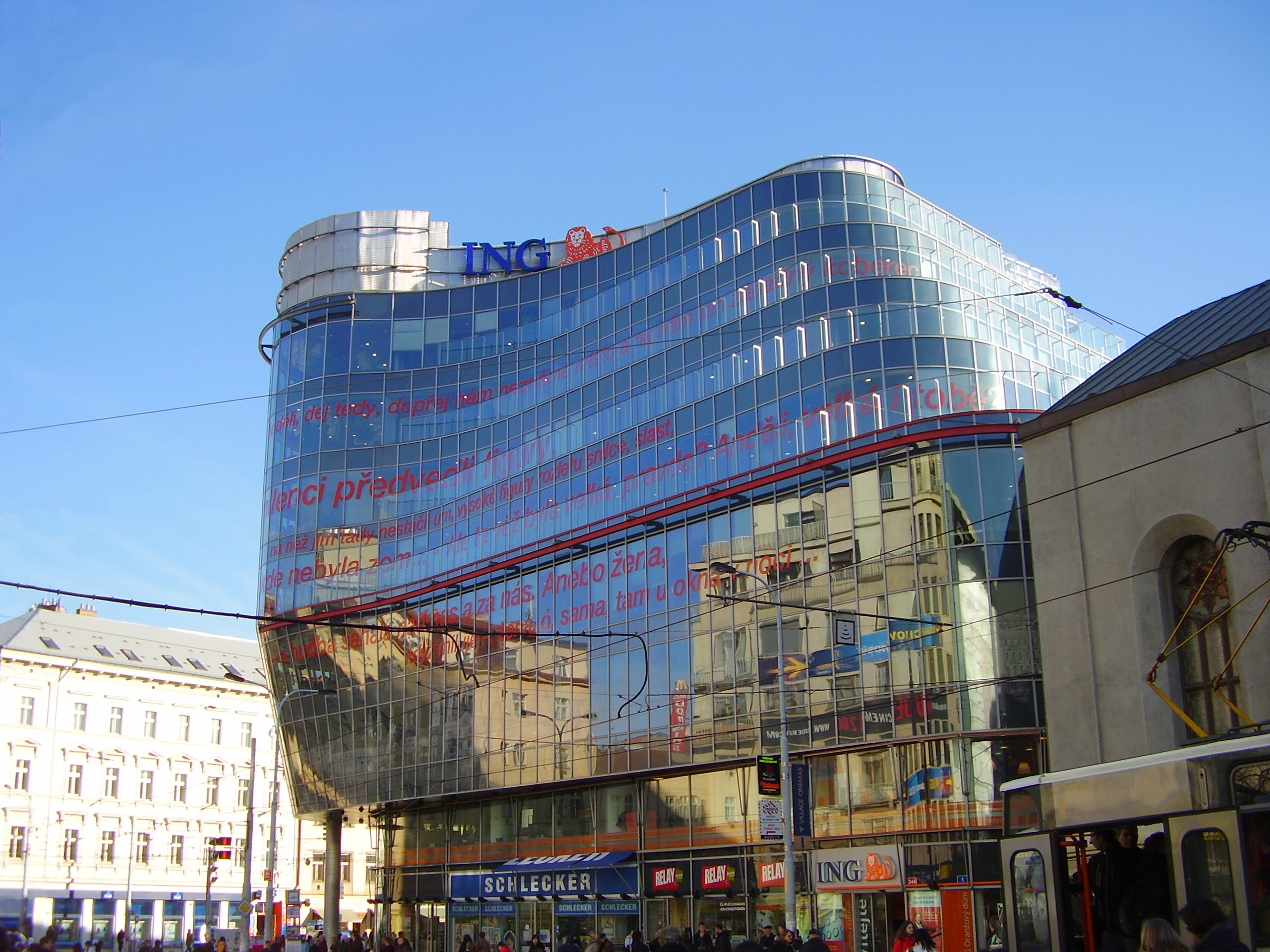
Zlatý anděl od severozápadu

Komplex stojí na místě původního nárožního domu č.p. 222 U zlatého anděla, který získal svoje pojmenování podle fresky zlatého anděla z roku 1870 umístěné ve štítu na jeho fasádě. Jednalo se o jednopatrový dům z 19. století, ve kterém působil v letech 1878–1901 stejnojmenný pivovar s výstavem 7800 hl za rok a pivovarský hostinec, který měl vchod z Nádražní ulice. Později zde byla pekárna a lékárna. 16. února 1980 byl dům odstřelen. Roku 1994 byl projektem nové budovy pověřen významný francouzský architekt Jean Nouvel, který na něm pracoval pět let. Stavba začala roku 1999 a 2000 byla otevřena jako první budova v rámci tzv. „Nového Anděla“, který učinil z Anděla důležité centrum jak kulturní, tak nákupní i administrativní.

## Popis
Desetipatrový komplex se skleněným pláštěm má nepravidelné oblé tvary, s vystupujícím nárožím a zezadu ustupujícími patry. Plášť je z vícevrstvého pokoveného skla, na němž je originální technikou z téměř 150 milionů drobných bodů z průsvitné fólie vytvořena na rohu velká postava anděla. Po celé ploše je nepravidelně rozmístěna řada zlomků textů z děl autorů, kteří psali v Praze: Franz Kafka, Gustav Meyrink, Jiří Orten, Guillaume Apollinaire, Rainer Maria Rilke a dalších. Díky této technologii se vzhled budovy výrazně mění podle osvětlení a také anděl je někdy víc a jindy méně zřetelný. Podoba anděla se inspirovala filmem Wima Wenderse Nebe nad Berlínem. 